# Pan Tadeusz (film 1999)
Pan Tadeusz è un film del 1999 diretto da Andrzej Wajda.